# Allière
Die Allière ist ein kleiner Fluss in Frankreich, der im Département Calvados in der Region Normandie verläuft. Sie entspringt im nordöstlichen Gemeindegebiet vom Valdallière, entwässert generell Richtung Westsüdwest und mündet nach rund 18 Kilometern beim Ort Vire, im Gemeindegebiet von Vire Normandie als rechter Nebenfluss in die Vire.

## Orte am Fluss
(Reihenfolge in Fließrichtung)
- Le Pont Allière, Gemeinde Valdallière
- Burcy, Gemeinde Valdallière
- Le Pont de Vaudry, Gemeinde Vire Normandie
- Vire, Gemeinde Vire Normandie